# Расин (Висконсин)
Расин (енгл. Racine) град је у америчкој савезној држави Висконсин.

## Демографија
По попису из 2010. године број становника је 78.860, што је 2.995 (-3,7%) становника мање него 2000. године.
| Група             | 2000.          | 2010.          |
| Белци             | 51.962 (63,5%) | 42.189 (53,5%) |
| Афроамериканци    | 16.634 (20,3%) | 17.799 (22,6%) |
| Азијати           | 497 (0,6%)     | 603 (0,8%)     |
| Хиспаноамериканци | 11.422 (14,0%) | 16.309 (20,7%) |
| Укупно            | 81.855         | 78.860         |